# Hylaeus absolutus
Hylaeus absolutus är en biart som först beskrevs av Giovanni Gribodo 1894.
Hylaeus absolutus ingår i släktet citronbin och familjen korttungebin. Inga underarter finns listade i Catalogue of Life.